# Чене
Чѐне (на италиански: Cene; на ломбардски: Scè, Ше) е малкло градче и община в Северна Италия, провинция Бергамо, регион Ломбардия. Разположено е на 368 m надморска височина. Населението на общината е 4256 души (към 2017 г.).